# Gandersum
Gandersum est un quartier de la commune allemande de Moormerland, dans l'arrondissement de Leer, Land de Basse-Saxe.

## Géographie
Gandersum se situe sur la rive nord de l'Ems.

## Histoire

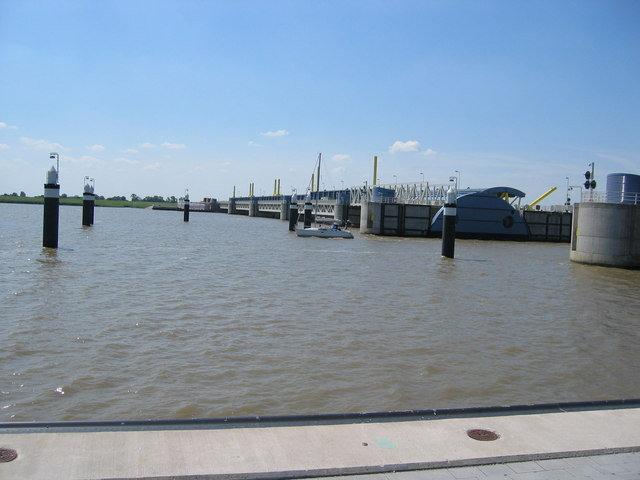
Barrière de l'Ems

Gandersum est mentionné pour la première fois en 930 sous le nom de Gondrikeshem dans un polyptyque de l'abbaye de Werden.
Gandersum fusionne au sein de Moormerland en janvier 1973.
De 1998 à 2002, on construit la barrière de l'Ems contre les inondations.

## Personnalités liées au village
- Otto Galama Houtrouw (1838-1933), écrivain régionaliste

## Source, notes et références
- (de) Cet article est partiellement ou en totalité issu de l’article de Wikipédia en allemand intitulé « Gandersum » (voir la liste des auteurs).